# Longi
Longi ist eine Stadt der Metropolitanstadt Messina in der Region Sizilien in Italien mit 1290 Einwohnern (Stand 31. Dezember 2023).

## Lage und Daten
Longi liegt 129 km südwestlich von Messina. Die Einwohner arbeiten hauptsächlich in der Landwirtschaft und im Handwerk.
Die Nachbargemeinden sind Alcara li Fusi, Bronte (CT), Cesarò, Frazzanò, Galati Mamertino, Maniace (CT), San Marco d’Alunzio und Tortorici.

## Geschichte
Longi entstand im Mittelalter. Um 1200 waren die Lanza  die Herren von Longi.

## Sehenswürdigkeiten
- Belvedere Serro
- Pfarrkirche mit einem hölzernen Chor aus dem 18. Jahrhundert
- Schloss aus dem Mittelalter
- Kirche dell’Annunziata
- Grotta del Lauro mit Tropfsteinen
- Naturkundemuseum